# Всеобщие выборы в Гвинее-Бисау (2014)

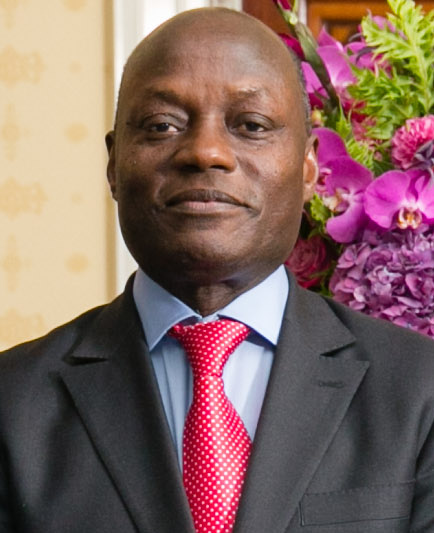
Жозе Мариу Ваш

Президентские и парламентские выборы в Гвинее-Бисау проходили 13 апреля (парламентские и 1-й тур президентских) и 18 мая (2-й тур президентских) 2014 года. Жозе Мариу Ваш стал президентом Гвинеи-Бисау.

## Контекст
С момента обретения независимости от Португалии в 1974 году ни один избранный президент Гвинеи-Бисау не отработал положенного срока до конца. После государственного переворота 2012 года Гвинея-Бисау управляется временным правительством, находящимся под контролем армии. Были отменены выборы, планировавшиеся в 2012 году, а затем 24 апреля 2013 года и 16 марта 2014 года.
В выборах участвовали 13 кандидатов в президенты, многие из которых являлись ветеранами войны за независимость, и 15 партий, претендовавших на места в парламенте. Интригу кампании придало участие в ней 50-летнего экономиста Пауло Гомеса, большую часть жизни работавшего за границей, в том числе в департаменте Всемирного банка по Западной Африке.
12 апреля генеральный секретарь ООН Пан Ги Мун обнародовал заявление по поводу всеобщих выборов, в котором призвал народ и правительство Гвинеи-Бисау провести выборы мирно и достоверно: „Успешное проведение выборов будет способствовать восстановлению конституционного порядка и законодательства в стране, позволит ей вновь получить международную помощь, приведет к упрочнению политической стабильности, а также будет способствовать осуществлению долгосрочного плана при поддержке международных партнеров для упрочнения мира, содействия строительству государства и экономическому и социальному развитию“.

## Голосование

### Первый тур
Избирательные участки, оборудованные в школах, открылись 13 апреля в 7 утра по местному времени (11.00 по московскому). За ходом голосования следили более 500 иностранных наблюдателей..

### Второй тур
18 мая в 7:00 по местному времени (11:00 по московскому) открылись свыше трёх тысяч специально оборудованных избирательных участков. Во 2-й тур вышли бывший министр финансов Жозе Марио Ваш от Африканской партии независимости Гвинеи и Кабо-Верде (ПАИГК) и беспартийный Нуно Гомеш Набиам. В ходе второго тура наибольшее количество голосов набрал Жозе Марио Ваш (61,9 %). Его соперник, Нуно Гомеш, набрал 38,1 % голосов. Таким образом, президентом Гвинеи-Бисау стал Жозе Марио Ваш.

## Результаты

### Президентские выборы
Явка — 77 %.
| Кандидат                          | Партия                                          | 1-й тур | 1-й тур | 2-й тур | 2-й тур |
| Кандидат                          | Партия                                          | Голоса  | %       | Голоса  | %       |
| --------------------------------- | ----------------------------------------------- | ------- | ------- | ------- | ------- |
| Жозе Мариу Ваш                    | ПАИГК                                           | 252 269 | 40,98   |         | 61,9    |
| Нуно Гомеш Набиам                 | беспартийный                                    | 154 784 | 25,14   |         | 38,1    |
| Пауло Гомеш                       | беспартийный                                    | 60 783  | 9,87    |         |         |
| Абель Инкада                      | Партия за социальное обновление                 | 43 293  | 7,08    |         |         |
| Мамаду Дьялу                      | Новая демократическая партия                    | 28 068  | 4,56    |         |         |
| Ибраима Дьялу                     | National Reconciliation Party                   | 19 209  | 3,12    |         |         |
| Антониу Те                        | Республиканская партия независимости и развития | 18 398  | 2,99    |         |         |
| Хелдер Гомеш Лопеш                | беспартийный                                    | 8516    | 1,38    |         |         |
| Домингуш Куаде                    | беспартийный                                    | 8432    | 1,37    |         |         |
| Арегаду Мантенке                  | Рабочая партия                                  | 7105    | 1,15    |         |         |
| Луиш Нанкасса                     | беспартийный                                    | 6815    | 1,11    |         |         |
| Жорже Малу                        | беспартийный                                    | 5946    | 0,97    |         |         |
| Сирилу де Оливейра                | Социалистическая партия                         | 2036    | 0,33    |         |         |
| Недействительные/пустые бюллетени | Недействительные/пустые бюллетени               |         | –       |         | –       |
| Всего                             | Всего                                           | 615 654 | 100     |         | –       |
| Зарегистрированных избирателей    | Зарегистрированных избирателей                  | 800 000 |         |         |         |
| Источник: CNE,                    |                                                 |         |         |         |         |

### Парламентские выборы
Явка — 72 %.
| Партия                                          |         |       |                         |
| Партия                                          | Голоса  | %     | Число мест в парламенте |
| ----------------------------------------------- | ------- | ----- | ----------------------- |
| ПАИГК                                           | 271 760 | 47,31 | 55                      |
| Партия за социальное обновление                 | 178 867 | 31,14 | 41                      |
| Новая демократическая партия                    | 28 282  | 4,92  | 1                       |
| Партия демократической конвергенции             | 19 583  | 3,41  | 2                       |
| Республиканская партия независимости и развития | 17 882  | 3,11  | –                       |
| Союз за перемены                                | 10 796  | 1,88  | 1                       |
| Демократический социальный фронт                | 1710    | 0,29  | —                       |
| Источник: ElectionGuide                         |         |       |                         |